# Wothersome
Wothersome – civil parish w Anglii, w hrabstwie ceremonialnym West Yorkshire, w dystrykcie metropolitalnym Leeds. Leży 14 km na północny wschód od centrum miasta Leeds i 277 km na północ od Londynu. W 2001 civil parish liczyła 40 mieszkańców. Wothersome jest wspomniana w Domesday Book (1086) jako Wodehuse/Wodehusum.